# Angel Dust (band)
Angel Dust is een Duitse powermetalband, opgericht in 1984 in Dortmund, Noordrijn-Westfalen, door Andreas Lohrum. In 1985 voegden zich drie andere muzikanten bij de band, waarna in 1986 het debuutalbum Into The Dark Past uitkwam.
Van 1984 tot en met 1989 speelden ze vooral thrash- en speedmetal.  In 1989 toerden ze met onder andere Blind Guardian, Destruction, Tankard, Sodom en Running Wild. Toen de band in 1998 weer in een andere samenstelling verderging, veranderde de stijl meer in powermetal. In de tweede helft van 2011 zou na negen jaar een nieuw album verschijnen, getiteld Tales from Ashes and Dust, maar dat is nooit uitgebracht.

## Discografie
- 1986 - Into The Dark Past
- 1988 - To Dust You Will Decay
- 1998 - Border of Reality
- 1999 - Bleed
- 2000 - Enlighten the Darkness
- 2002 - Of Human Bondage
- 2011 - Tales from Ashes and Dust (niet uitgebracht)